# Masz i pomyśl
Masz i pomyśl – pierwszy album studyjny polskiej grupy muzycznej WWO. Wydawnictwo ukazało się 6 września 2000 roku nakładem wytwórni muzycznej BMG Poland. Produkcji nagrań podjęli się DJ 600V, Pele, Fu, WWO, Karton, Majki, Waco oraz Kuba O.. Z kolei wśród gości znaleźli się m.in. Młodszy Biały, Włodi i Felipe.
Nagrania dotarły do 8. miejsca zestawienia OLiS. W ramach promocji płyty do utworów "Obejrzyj sobie wiadomości" i "Jeszcze będzie czas" zostały zrealizowane teledyski.

## Lista utworów
| Nr | Tytuł                           | Czas | Producent     | Gościnnie         |
| -- | ------------------------------- | ---- | ------------- | ----------------- |
| 1  | "Intro"                         | 0:34 | Majki         |                   |
| 2  | "Masz i pomyśl"                 | 2:58 | Karton        |                   |
| 3  | "Dwa sumienia"                  | 5:44 | Fu            | Felipe            |
| 4  | "Międzynarodowa skit"           | 1:42 |               |                   |
| 5  | "W witrynach odbicia"           | 4:06 | WWO           |                   |
| 6  | "Jeszcze będzie czas"[A]        | 3:57 | Karton        |                   |
| 7  | "Nie ma załamka"                | 3:26 | Majki         | Włodi             |
| 8  | "Polskie realia"                | 3:29 | DJ 600V, Pele | Pele              |
| 9  | "Krytyczna sytuacja"            | 2:53 | Fu            | Fu                |
| 10 | "Pozorna harmonia"              | 4:13 | DJ 600V       | Cyklon            |
| 11 | "Ryzyko"                        | 3:46 | WWO           | Fu, Młodszy Biały |
| 12 | "O.S.W. skit"                   | 0:39 |               |                   |
| 13 | "Obejrzyj sobie wiadomości"     | 3:39 | Karton        |                   |
| 14 | "Desiderata"                    | 3:04 | WWO           |                   |
| 15 | "Pozostała kwota skit"          | 0:19 |               |                   |
| 16 | "Ile jeszcze"                   | 2:57 | WWO           |                   |
| 17 | "W.D.C.S.D. kończy"             | 5:32 | WWO           | Kosi              |
| 18 | "Uszanuj 2"                     | 6:08 | DJ 600V       | ZIP Skład         |
| 19 | "Nie pisz czarnych scenariuszy" | 3:04 | Waco          |                   |
| 20 | "Dobro i zło - outro"           | 3:28 | Kuba O.       | Fu                |

Notatki
- A^ W utworze wykorzystano sample z piosenki  "L'organisation" w wykonaniu KDD, Don Choa i Le Rat Luciano[7].

Single
| Obejrzyj sobie wiadomości |
| --- |
| Strona A 1. "Obejrzyj sobie wiadomości" (Radio Edit) 2. "Nie mi to oceniać" 3. "W.D.C.S.D. kończy" Strona B 1. "Obejrzyj sobie wiadomości" (Włodi Remix) 2. "Nie mi to oceniać" (Witryny Remix) 3. "Obejrzyj sobie wiadomości" (Instrumental) 4. "Info" |

| Jeszcze będzie czas |
| --- |
| 1. "Jeszcze będzie czas" (wersja Radiowa) 2. "Jeszcze będzie czas" (Remix Majkiego) 3. "Jeszcze będzie czas" (Waco Remix) 4. "Teraz tak" (wersja Włodiego) (feat. Pono, Koras) 5. "Teraz tak" (wersja Sokoła) (feat. Pono, Koras) 6. "Jeszcze będzie czas" (Instrumental) |